# Посёр
Посёр — деревня в Ильинском районе Пермского края России. Административный центр Посёрского сельского поселения.

## География
Расположена на берегу Обвинского залива Камского водохранилища в 9 км к западу от посёлка Ильинский и в 73 км к северо-западу от Перми. Рядом, на расстоянии 1 км, находятся деревни Данихино и Катаи.
В 2,5 км к северу от деревни имеется мост через Обвинский залив на автодороге Ильинский — Чёрмоз. Имеются подъездные дороги к деревне от моста и от автодороги Нытва (М7) — Ильинский.

## Описание
Инфраструктура: средняя школа, детский сад, дом культуры, библиотека, ФАП, отделение связи.
Первое упоминание о деревне относится к 1800 году. Деревня носила название Посёрская (по протекающей рядом реке Посёрка), Мальцева.
Поблизости находится городище Посёр — археологический памятник IX—XI вв. (родановская культура предков коми-пермяков).
| 2010 |
| ---- |
| 446  |

Национальный состав (2002): русские — 95 %.